# Franz Xaver Brixi
Franz Xaver Brixi   (Praga, 2 de gener de 1732 - Praga, 14 d'octubre de 1771) (txec, František) va ser un compositor, organista i director d'orquestra txec.

## Biografia
Brixi provenia d'una àmplia família de músics de la Bohèmia del Nord, en particular dels compositors i organistes Jan Josef Brixi (1719–1762) i Viktorin Brixi (1716–1803), el cistercenc i Regens Chori Václav Norbert Brixi (1738–1803) i sobretot cal esmentar el pare de Brixi, Simon Brixi (1693-1735), un important compositor de Praga i director de cor de l'arc de Sant Martí. Dorothea, cosina de Simon Brixi, filla del cantor del poble Heinrich Brixi a Skalsko, es va casar amb el teixidor de llençols i músic Jan Benda (també Jan Jiří Benda) a Benatek el 1705 i es va convertir així en la mare ancestral de la famosa família de músics Benda, amb qui Franz Xaver Brixi va continuar sent amic.
L'autobiografia del músic Martin Vogt (1781–1854) també esmenta el pare Sebastian Brixi, que va treballar com a director de cor i organista a Regensburg cap al 1794 als monestirs de St. Emmeram i St. Paul (antic seminari jesuïta). Com a professor, Sebastian Brixi va ser important per al desenvolupament musical de Martin Vogt.
František Xaver Brixi es va formar a l'escola secundària escolapi de Kosmonosy, que molts compositors txecs han superat. Després de completar el batxillerat, va anar a Praga, on va servir a diverses esglésies. A causa del seu extraordinari talent musical, va ser nomenat Regens Chori a la catedral de Sant Vito de Praga l'1 de gener de 1759. Va ocupar aquest càrrec tan important en la vida musical de Praga fins a la seva mort.

## Acció
En la música txeca, Brixi és una figura important en la transició del barroc al clàssic. Molts elements de la seva música ja apunten a Wolfgang Amadeus Mozart i preparen el terreny per a la comprensió i recepció de la música de Mozart a Praga. La música popular txeca va exercir tal influència en les melodies de Brixi que la seva frescor s'ha conservat en molts casos fins avui.

Vladimír Novák caracteritza l'estil de Brixi de la següent manera: 
| « | <"... melodies clares i alegres, sensació rítmica pronunciada i fresca, instrumentació simplificada i alhora eficaç i un baix flexible. En les seves composicions es poden trobar elements de la música popular txeca. Tots aquests la música de Brixi durant la seva vida va ser generalitzada a tota Bohèmia ia l'estranger..."> | » |

. Es coneixen al voltant de 400 composicions en còpies contemporànies, moltes d'elles a Baviera, especialment a Ottobeuren.

## Obres
- 3 simfonies; diversos concerts per a diversos instruments amb orquestra; Música per a orgue; Música de clavicèmbal; Música per a drames escolars; Música per a obres de còmic;
- Música eclesiàstica: oratoris; Cantates; més de 100 misses, inclosa la Missa brevis en do major; Motets, graduals; Te Deum; Vespres.
- Erat unum cantor bonus i Luridi Scholares, dues cantates divertides que parodien música eclesiàstica rural i classes de llatí